# Stenaspis pilosella
Stenaspis pilosella là một loài bọ cánh cứng trong họ Cerambycidae.